# Морозовськ
Морозовськ — місто (з 1941) в Росії, адміністративний центр Морозовського району Ростовської області. Розташоване у північно-східній частині області на річці Бистрая (притока Сіверського Дінця, басейн Дону), за 265 км від Ростова-на-Дону.

## Історія
Історія Морозівська веде свій початок від станиці Таубевської, яка була заснована козаками в 1910 та названа на честь військового отамана фон Таубе.
До XX століття околишня територія була малонаселеною, пожвавлення настало з будівництвом Південно-Східної залізниці, що з'єднала Дон і Поволжя.
У 1917 зі станиці Таубевської з довколишніми хуторами була утворена станиця Морозівська. Після революції станиця стала центром сільськогосподарського району, а в 1938 віднесена до категорії робочих селищ з присвоєнням назви Морозовськ.
У 1941 році Морозовськ став містом районного підпорядкування.
Місто слугує орієнтиром російсько-української етнічної межі.

## У роки війни
15 липня 1942 радянські органи та війська залишили місто.
5 січня 1943 місто було зайнято радянськими військами Південно-Західного фронту під час наступу на Ворошиловградському напрямку:

## Відомі уродженці
- Бєліков, Валерій Олександрович (1925–1987) — радянський воєначальник, генерал армії.

## Економіка
- АТ «Морозовсксельмаш»,
- олійно-екстракційний завод «Астон» (найбільший у Східній Європі),
- м'ясокомбінат,
- хлібокомбінат,
- молочний завод,
- комбікормовий завод,
- елеватор.

## Транспорт

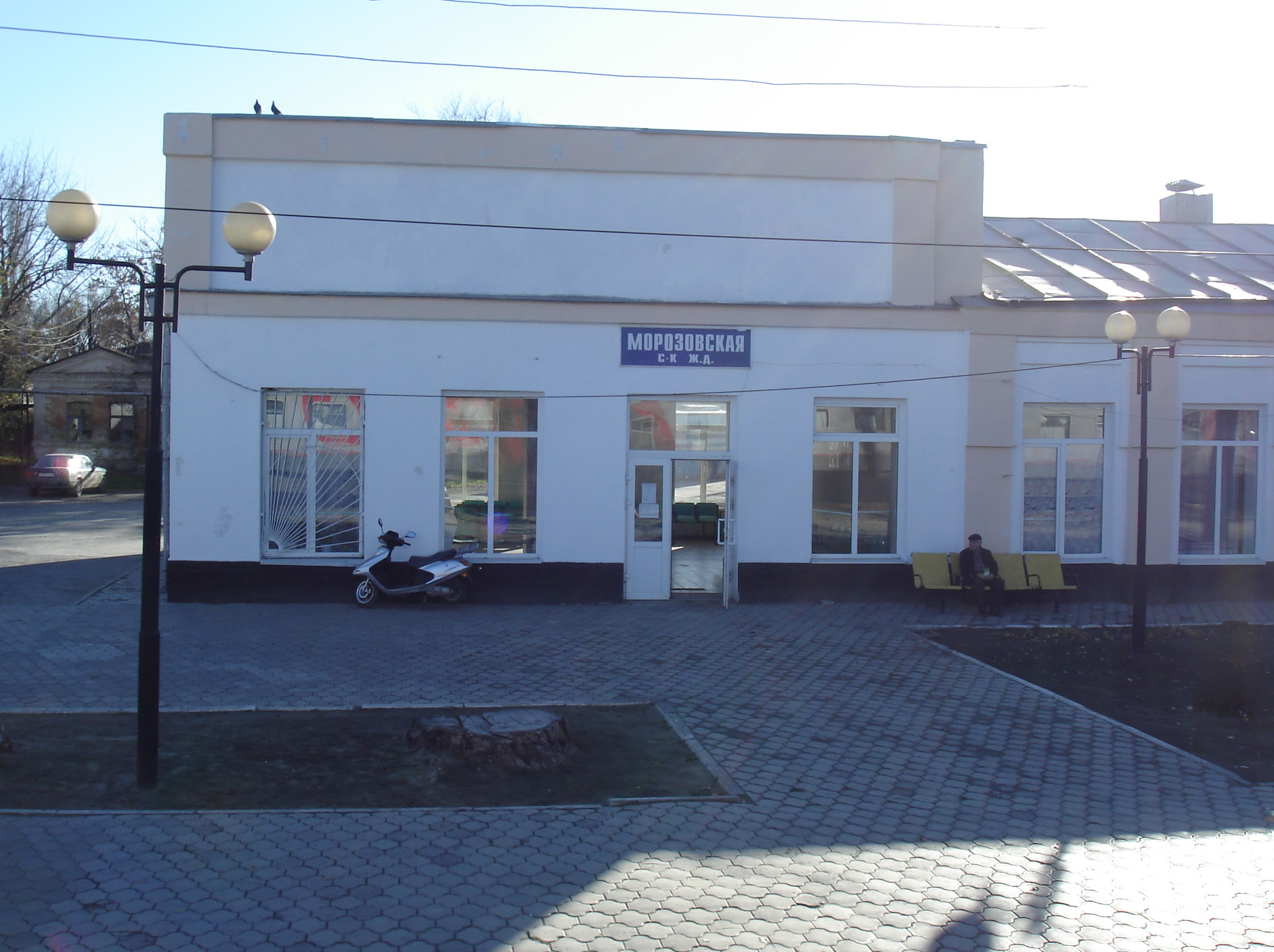
Вокзал залізничної станції Морозівська

### Автомобільний
Поруч з містом проходить федеральна автодорога.

### Залізничний
Залізнична станція Морозівська Північно-Кавказької залізниці.

## Військові об'єкти
- На південний захід від міста Морозовськ розміщений військовий аеродром «Морозовськ».
- «Морозівський Суворова козачий кадетський корпус».
- декілька військових частин

## Спорт
- АПК — футбольний клуб.
- Спортивна академія з боксу (заснована в 2010).

## Пам'ятники
- Меморіальний хрест-камінь у пам'ять про геноцид вірмен у Західній Вірменії в 1894–1923 роках та козакам, які віддали свої життя за визволення Вірменії[2]